# Kajsa Gullberg
Kajsa Gullberg (Født 1977 i Göteborg) er en svenskfødt fotograf, der har boet i København siden 1996. Hun er uddannet fotograf fra Fatamorgana og uddannet grafisk designer fra Danmarks Designskole.
Gullbergs fotografier kredser om skæve eksistenser, alternative miljøer og tabubelagte kroppe. Hendes værker inkluderer udstillingen Womanity, der gennem grovkornede sort-hvide portrætter viser kvindekroppe med ar, rynker og hår og gør op med "billeder af „perfekte“ og ekstremt homogene mennesker.".
Hun har også fotograferet aktivister fra miljøet omkring Ungdomshuset på Jagtvej 69 til bogen "Familiealbum" og Festivalgængere på Roskilde Festival til bogen "Eyecatcher".

## Udstillinger
- "The strength is right beneath the skin", Toulouse, 2007
- "The Face of Jazz" (Gruppeudstilling), Øksnehallen, 2009
- "Womanity", New York, 2010
- "Letters", Berlin, København, 2011
- "Captured Créateurs", Nikolaj Kunsthal, 2014
- "Sort på hvidt/ Hvidt på sort", Galleri Kirk, 2014
- "Who's the creator?", London, 2015

## Bøger
- "Familiealbum", 2007
- "Eyecatcher", 2009
- "Olivia", 2013
- "Unravelled", 2014

## Eksterne links
- Omtale af 'Familiealbum' på dr.dk (Webside ikke længere tilgængelig)
- http://kajsagullberg.com/ Arkiveret 27. april 2019 hos  Wayback Machine
- Omtale af Womanity i information
- Omtale af Familiealbum i Politiken